# Northstowe
Northstowe est une paroisse civile du Cambridgeshire, en Angleterre.